# Ruizantheda divaricata
Ruizantheda divaricata är en biart som först beskrevs av Joseph Vachal 1903.  Ruizantheda divaricata ingår i släktet Ruizantheda och familjen vägbin. Inga underarter finns listade i Catalogue of Life.